# Gebouw Vivaldi
Gebouw Vivaldi is een bouwwerk in Amsterdam-Zuid.
Het gebouw dateert uit 1967/1968 en is ontworpen door Peter de Clercq Zubli en Piet Zanstra (Bureau Zanstra, Ab Gmelig Meyling & De Clercq Zubli). Het voormalige kantoor en magazijn van Philips-Duphar Nederland NV en Phonogram Records werd gebouwd aan de Drentestraat 11. Burgemeester Ivo Samkalden opende in augustus 1968 het complex. Bij herinrichting van de buurt begin 21e eeuw kreeg de straat in 2005 een nieuwe naam Antonio Vivaldistraat, de naam van het gebouw volgde daarna.
Erfgoedvereniging Heemschut Amsterdam beoordeelt het gebouw in hun brochure Post ’65 Architecteuur 1966-1990 in Amsterdam als een strak vormgegeven kantoorgebouw. Zowel eerste als tweede verdieping kennen raampartijen die diep in de gevels zijn gesitueerd, zogenaamde neggen. De begane grond kent een teruggetrokken gevel, waardoor in combinatie met de betonnen kolommen een galerij-idee ontstaat. De voorgevel wordt opgesierd door een luifel. De zijgevel laat eenzelfde patroon zien, maar heeft ter hoogte van het trappenhuis een onderbreking in de strakke gevel. Bij een gehouden renovatie zijn onderdelen aan de dakopbouw toegevoegd zonder dat zij van invloed zijn voor het uiterlijk. Breevast heeft hier haar hoofdkantoor.
Het gebouw staat er dus vijftig jaar langer dan het hoofdkantoor van het Europees Geneesmiddelenbureau (EMA), dat onder de naam Vivaldigebouw in 2018/2019 in rap tempo werd gebouwd. 

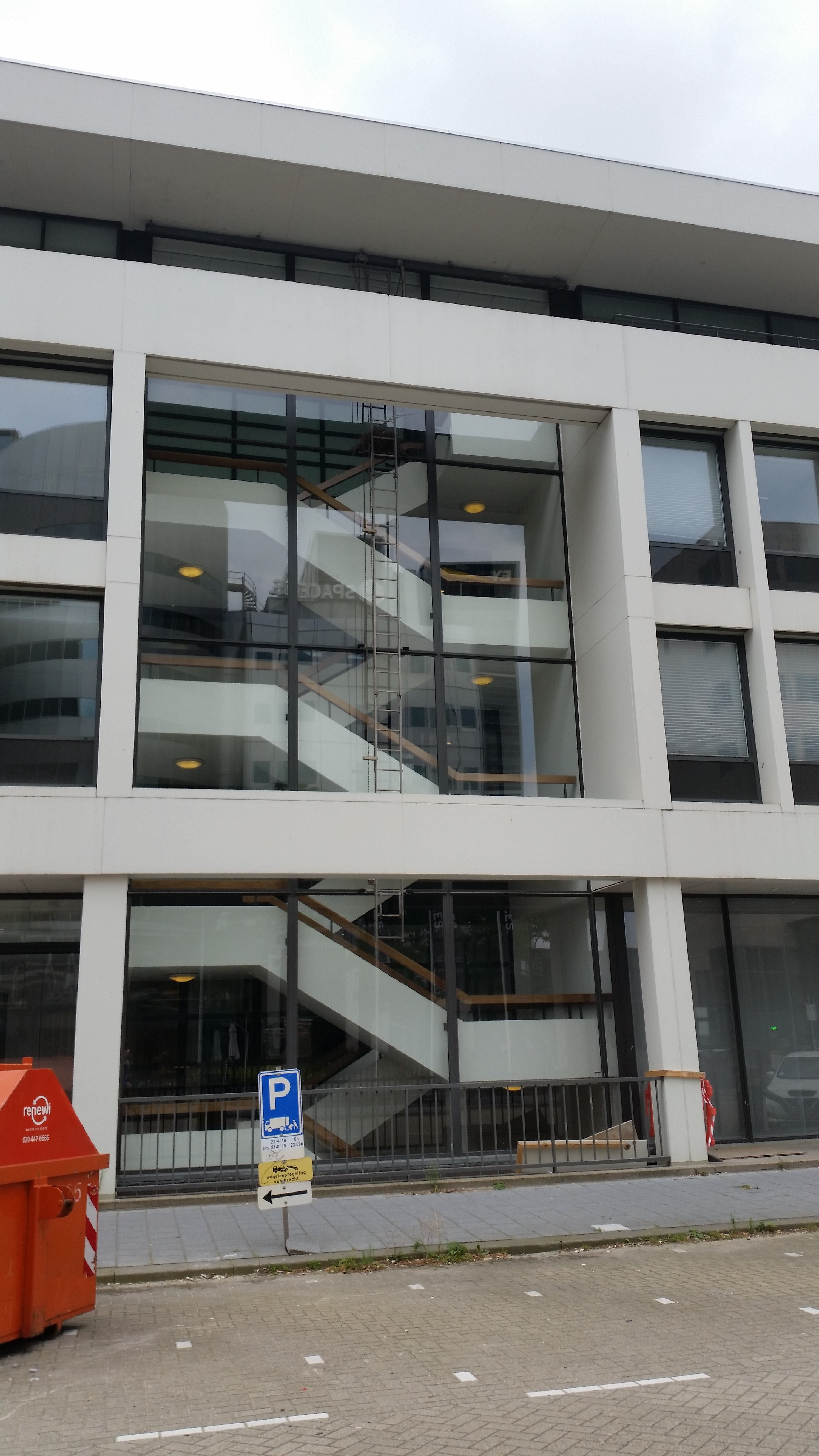
Trappenhuis (augustus 2019)